# 稲葉みのり
稲葉 みのり（いなば みのり）は、日本の漫画家。奈良県出身。女性。

## 来歴
2003年、第27回MANGAグランプリにて『青の季節』が奨励賞受賞。2004年、第33回MANGAグランプリにて『はす向かい』が奨励賞受賞、第35回MANGAグランプリにて『LINK』が奨励賞受賞。数度の読切掲載の後、『週刊ヤングジャンプ』2011年42号より『源君物語』を連載開始。

## 作品リスト

### 連載
- 源君物語（『週刊ヤングジャンプ』2011年42号 - 2019年40号、全16巻）
- バツハレ（『週刊ヤングジャンプ』2022年15号[1] - 連載中、既刊9巻）

### 読切
- 姉コン。（『ヤングジャンプ増刊 漫革』2006年54号）
- 僕のカテキョー（『ヤングジャンプ増刊 マンタロー2007』2007年5月15日増刊号）
- 捜査員タナカ（『ヤングジャンプ増刊 漫革』2007年58号、『週刊ヤングジャンプ』2008年11号）
- 音切躁子の幸福論（『週刊ヤングジャンプ増刊 ヤングジャンプGOLD』4号、2018年11月29日）
- ご指名です!お隣さん（『週刊ヤングジャンプ増刊 ヤングジャンプラブ』、2019年12月22日）
- ありんす国（『グランドジャンプ』2020年1月22日）
- たすきわたし（『週刊ヤングジャンプ増刊 ヤングジャンプスポーツ』2020年9月27日）
- ふわもみ（『週刊ヤングジャンプ』2022年11号）
- アイ言葉をもう一度（『グランドジャンプ』2022年20号袋とじ[2]）
- 今夜はオフ会です（『グランドジャンプ』2023年15号袋とじ[3]）

### イラスト
- 佐々木久美（日向坂46）のカラーイラスト[「お絵かき坂道」第2回]（『ヤングジャンプ』裏表紙、2020年5月14日）

### 他作品とのコラボレーション
- 週刊ヤングジャンプ（2015年2号）に、同誌に連載していたフォビドゥン澁川のギャグ漫画『パープル式部』とのコラボ漫画が掲載された。単行本『パープル式部』2巻に収録。
- 週刊ヤングジャンプに連載中のフォビドゥン澁川のギャグ漫画『スナックバス江』とのコラボ漫画が掲載された。単行本『スナックバス江』11巻に収録。